# リカルド・デ・マドラーソ

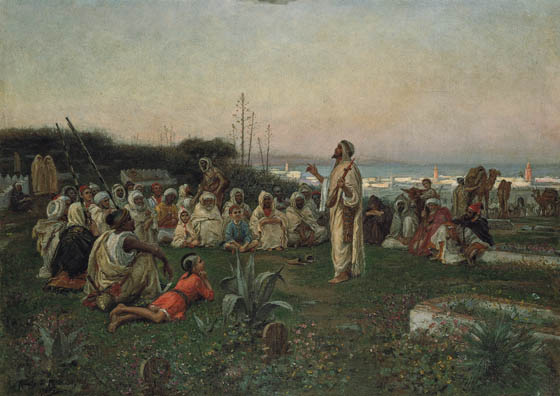
リカルド・デ・マドラーソ作「説教師」(1905)

リカルド・デ・マドラーソ（Ricardo Federico de Madrazo y Garreta、1852年2月7日 – 1917年8月18日）はスペインの画家である。多くの画家をだしたマドラーソ家の一人で、「オリエンタリズム」の画家の一人である。スペインのオリエンタリズムの画家、マリアノ・フォルトゥーニの義弟でフォルトゥーニの強い影響を受けた。

## 略歴
マドリードで生まれた。祖父のホセ・デ・マドラーソは肖像画家で、父親のフェデリコ・デ・マドラーソも肖像画家で、王立サン・フェルナンド美術アカデミーの校長などを務めた人物である。父親の兄弟にも画家や美術評論家、建築家がいた 。母方の祖父、タデウシュ・クンツェ(Tadeusz Kuntze)も画家だった。兄のライムンド・デ・マドラーソも画家になった。
父親から絵を学んだ後、王立サン・フェルナンド美術アカデミーで画家のホアキン・エスパルター(Joaquim Espalter)と彫刻家のリカルド・ベルベル(Ricardo Bellver)やポンシアーノ・ポンツァーノ(Ponciano Ponzano)に学んだ。1866年に画家のマリアノ・フォルトゥーニ(1838-1874)と知り合い、翌年姉のセシリア・デ・マドラーソ(Cecilia de Madrazo:1846-1932)がフォルトゥーニと結婚した。リカルドはフォルトゥーニの家族と、トレドで暮らし、その後、フォルトゥーニとローマに移った。兄のライムンド・デ・マドラーソもローマのフォルトゥーニのスタジオで活動したこともある。
1866年にフォルトゥーニがパリに移った時も、同行し、パリでは美術館の作品を模写して修行した。普仏戦争が始まると、パリで活動していたライムンドとスペインに戻り、グラナダで暮らした。1871年にフォルトゥーニとジョセップ・タピロ・バロ(Josep Tapiró Baró)とモロッコへ旅した。1874年にフォルトゥーニはイタリアで急死するが、フォルトゥーニの没後にもモロッコへ旅した。フォルトゥーニの没後、フォルトゥーニのスタジオを整理した。その後は、パリとマドリード、モロッコのタンジェを行き来して作品を描いた。
1884年に結婚し、1885年からマドリードに住み、肖像画家として働くようになり、スペイン王妃、マリア・クリスティーナやアメリカの富豪ハンティントン(Archer Milton Huntington)、フランスの画商ポール・デュラン＝リュエルやアメリカ大統領となった、ウィリアム・タフトらの肖像画も描いた。

## 作品

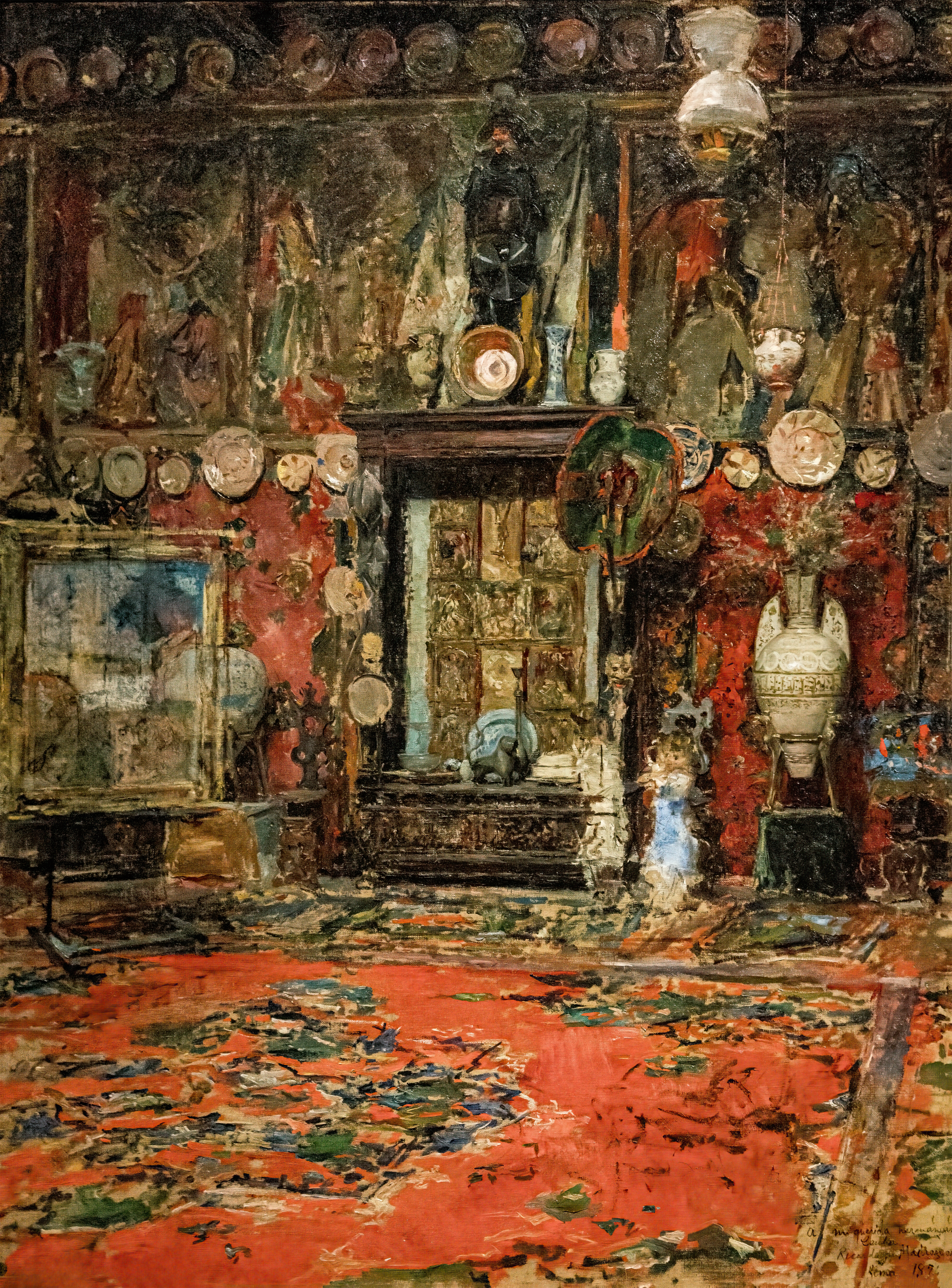
ローマのフォルトゥーニのスタジオ (1874)
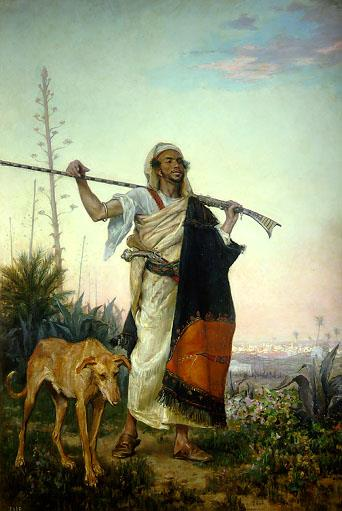
南から来たムーア人(1881)
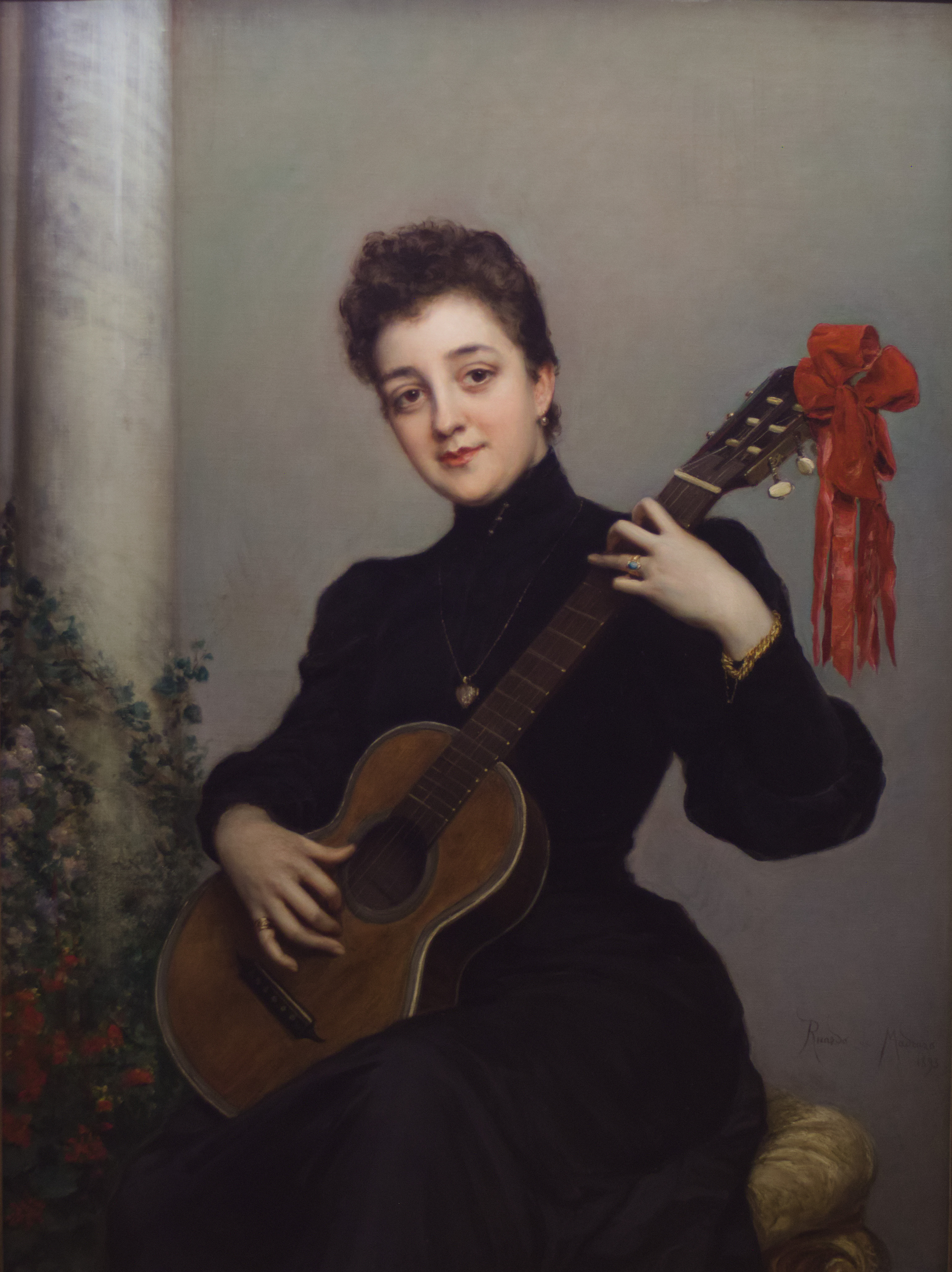
裏庭で (1893)
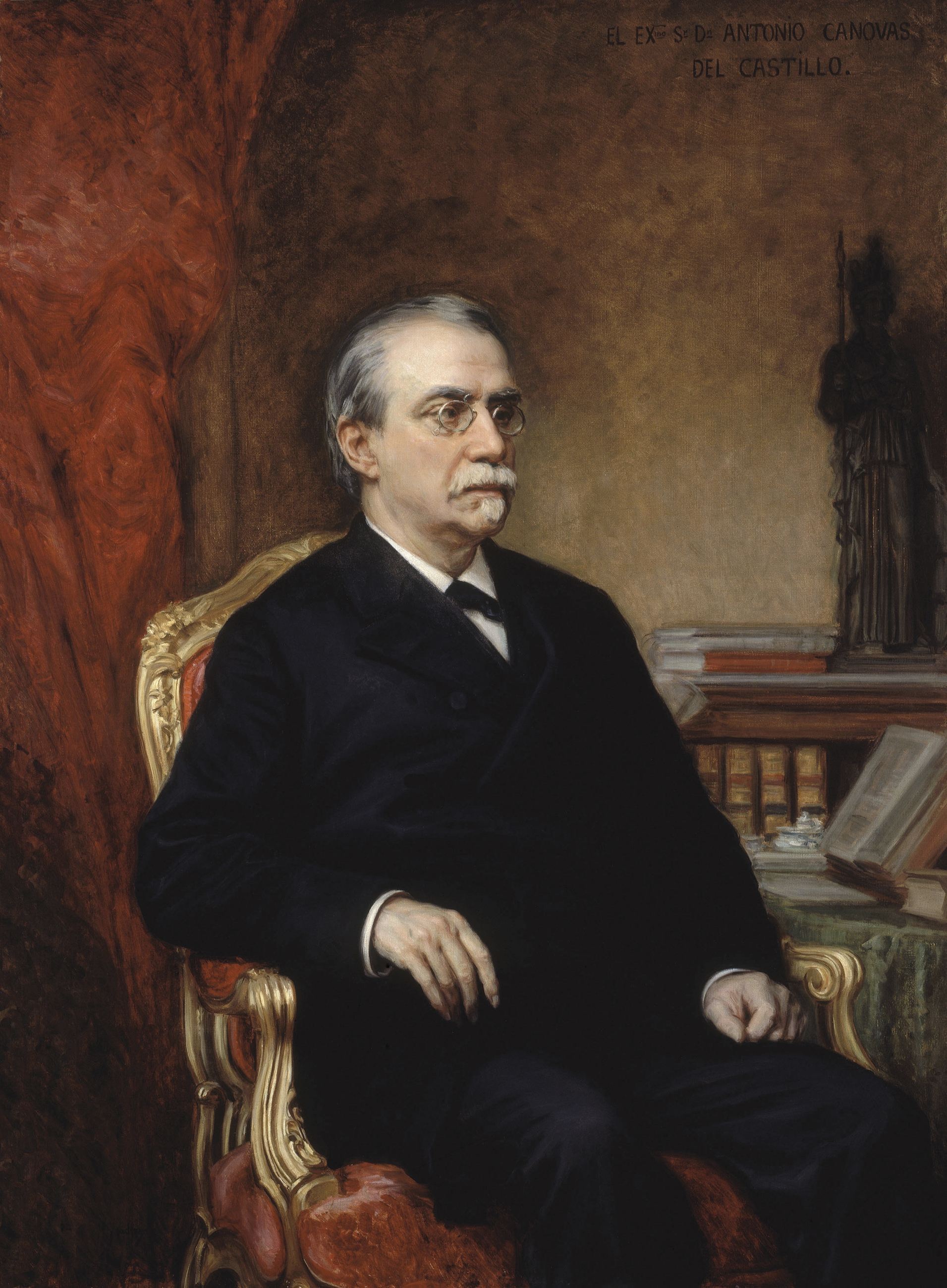
アントーニオ・カノバス・デル・カスティーリョ-スペイン首相

## 関連図書
- Museo Municipal, Los Madrazo, una familia de artistas (exhibition catalog), Ayuntamiento de Madrid, Concejalía de Cultura, 1985 ISBN 84-505-1298-0